# 2バーツ硬貨
タイ2バーツ硬貨（฿2）は、タイ王国において使用されている硬貨。これまでアルミニウム青銅の金属で鋳造されている。表面には「タイ国王ラーマ9世」の肖像が、裏面には「ワット・サケットラーチャーウォラーマハーウィハーン仏教寺院」の図案がデザインされている。

## 鋳造記録
- 2005年 - 4,000,000
- 2006年 - 128,000,000
- 2007年 - 267,977,600[1]
- 2008年 - 16,692,000
- 2009年 - 205,591,000[2]

## 参考
1. ↑  Treasury Department e-catalog
2. ↑  Treasury Department e-catalog

- The Treasury Department. Annual Report, Bangkok, 2005.
- The Treasury Department. Annual Report, Bangkok, 2006.
- The Treasury Department. Annual Report, Bangkok, 2007.